# سوزانا فاستر
سوزانا فاستر (انگلیسی: Susanna Foster؛ ۶ دسامبر ۱۹۲۴ – ۱۷ ژانویهٔ ۲۰۰۹) یک هنرپیشه اهل ایالات متحده آمریکا بود.
از فیلم‌های او می‌توان به شبح اپرا و ویکتور هربرت بزرگ اشاره نمود.